# 조이 스카버리
조이 스카버리(영어: Joey Scarbury, 1955년 6월 7일 ~ )는 미국의 가수, 송라이터이다. 그는 1981년 히트곡 "Theme from The Greatest American Hero (Believe It or Not)"로 가장 잘 알려져 있다.